# Superpuchar Francji w piłce siatkowej mężczyzn
Superpuchar Francji w piłce siatkowej mężczyzn (fran. Supercoupe de France de volley-ball) – cykliczne rozgrywki w piłce siatkowej organizowane corocznie przez Ligue Nationale de Volley. 
Rozgrywki o siatkarski Superpuchar Francji po raz pierwszy rozegrane zostały w 2004 roku. Pierwszym zwycięzcą tych rozgrywek został klub Paris Volley.

## Triumfatorzy
| Rok  | Miejsce spotkania | 1. miejsce                 | 2. miejsce                 | Wynik spotkania                         |
| ---- | ----------------- | -------------------------- | -------------------------- | --------------------------------------- |
| 2004 | Orlean            | Paris Volley               | Tours VB                   | 3:1 (25:11, 23:25, 29:27, 25:19)        |
| 2005 | Tours             | Tours VB                   | AS Cannes VB               | 3:0 (26:24, 25:18, 25:16)               |
| 2006 | Tours             | Paris Volley               | Tours VB                   | 3:0 (25:18, 25:20, 25:19)               |
| 2012 | Tours             | Tours VB                   | Rennes Volley 35           | 3:1 (28:30, 25:16, 25:17, 25:16)        |
| 2013 | Tours             | Paris Volley               | Tours VB                   | 3:2 (25:21, 25:20, 22:25, 24:26, 15:13) |
| 2014 | Paryż             | Tours VB                   | Paris Volley               | 3:2 (26:24, 22:25, 25:19, 23:25, 15:13) |
| 2015 | Paryż             | Tours VB                   | Paris Volley               | 3:1 (27:25, 27:29, 25:21, 25:20)        |
| 2016 | Ajaccio           | GFC Ajaccio VB             | Paris Volley               | 3:2 (23:25, 27:25, 21:25, 25:20, 18:16) |
| 2017 | Miluza            | Chaumont VB 52 Haute-Marne | GFC Ajaccio VB             | 3:1 (16:25, 25:23, 25:13, 25:20)        |
| 2021 | Chaumont          | Chaumont VB 52 Haute-Marne | AS Cannes VB               | 3:0 (25:20, 27:25, 30:28)               |
| 2022 | Chaumont          | Montpellier HSC VB         | Chaumont VB 52 Haute-Marne | 3:1 (25:19, 23:25, 25:21, 30:28)        |
| 2023 | Tours             | Tours VB                   | Chaumont VB 52 Haute-Marne | 3:1 (27:29, 25:19, 25:21, 25:23)        |
| 2024 | Rezé              | Montpellier HSC VB         | Saint-Nazaire VBA          | 3:2 (25:16, 34:36, 18:25, 25:17, 15:13) |

## Bilans klubów
| Lp. | Klub                       | złoto | srebro |
| --- | -------------------------- | ----- | ------ |
| 1.  | Tours VB                   | 5     | 3      |
| 2.  | Paris Volley               | 3     | 3      |
| 3.  | Chaumont VB 52 Haute-Marne | 2     | 2      |
| 4.  | GFC Ajaccio VB             | 1     | 1      |
| 5.  | Montpellier HSC VB         | 2     | 0      |
| 6.  | AS Cannes VB               | 0     | 2      |
| 7.  | Rennes Volley 35           | 0     | 1      |
| 8.  | Saint-Nazaire VBA          | 0     | 1      |